# Family
Family är det tolfte studioalbumet från LeAnn Rimes. Skivan släpptes i USA 9 oktober 2007. Singlarna från albumet är: Nothing Better to Do, Till We Ain't Strangers Anymore och Good Friend and a Glass of Wine.

## Låtlista
1. "Family" (LeAnn Rimes, Dean Sheremet, Blair Daly) - 3:55
2. "Nothin' Better to Do" (Rimes, Sheremet, Darrell Brown) - 4:25
3. "Fight" (Rimes, Brown, Daly) - 3:27
4. "Good Friend and a Glass of Wine" (Rimes, Brown, Daly) - 3:34
5. "Something I Can Feel" (Rimes, Brown, Daly) - 3:43
6. "I Want You with Me" (Rimes, Sheremet, Daly) - 3:33
7. "Doesn't Everybody" (Rimes, Sheremet, Brown) - 3:53
8. "Nothing Wrong" (Rimes, Marc Broussard, Daly) - 4:22
9. "Pretty Things" (Rimes, Sheremet, Brown) - 3:45
10. "Upper Hand" (Rimes, Brown, Troy Verges) - 3:51
11. "One Day Too Long" (Rimes, Sheremet, Brown) - 3:38
12. "What I Cannot Change" (Rimes, Brown) - 5:14

### Bonuslåtar
1. "Till We Ain't Strangers Anymore" - 4:48
2. "When You Love Someone Like That" - 4:39